# Menteng
Menteng est un kecamatan (district) de Jakarta Centre, une des cinq kota (municipalités) qui constituent Jakarta, la capitale de l'Indonésie. Ses habitants sont essentiellement des hauts fonctionnaires, de riches Indonésiens et des diplomates. C'est un des quartiers les plus chers de la ville.
Le district est divisé en 5 kelurahan ou communes : Cikini, Gondangdia, Kebon Sirih, Menteng et Pegangsaan.
Le président américain Barack Obama y a fréquenté l'école primaire de la rue Besuki de 1969 à 1971.

## Galerie

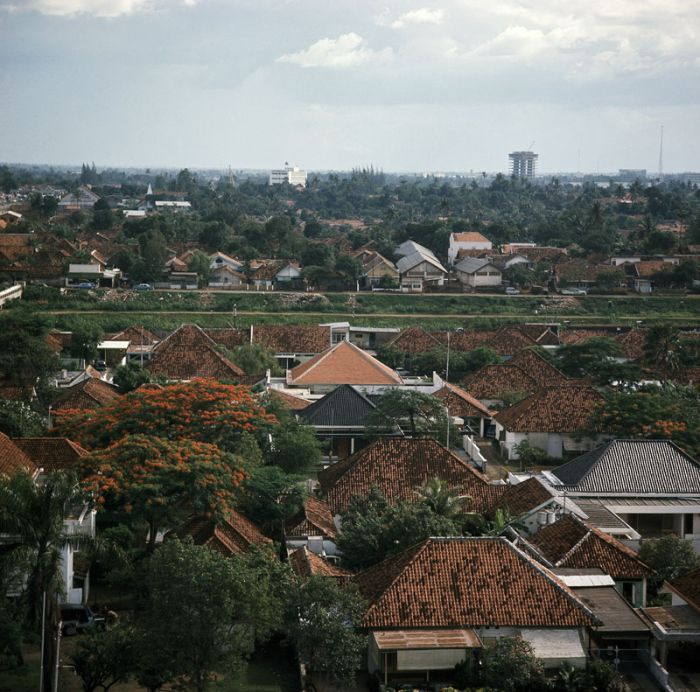
Vue de Menteng en 1971.
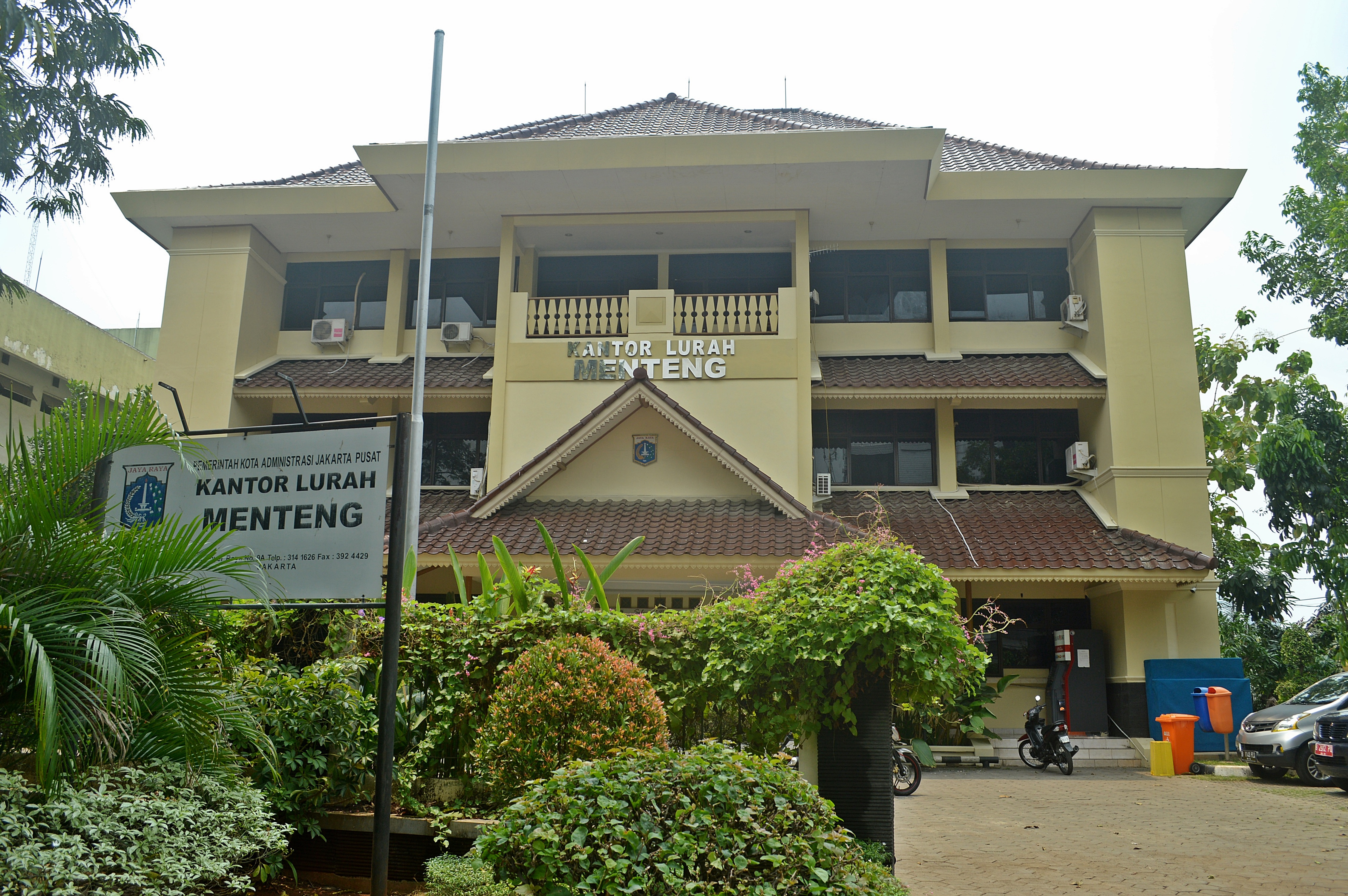
L'hôtel du kelurahan de Menteng
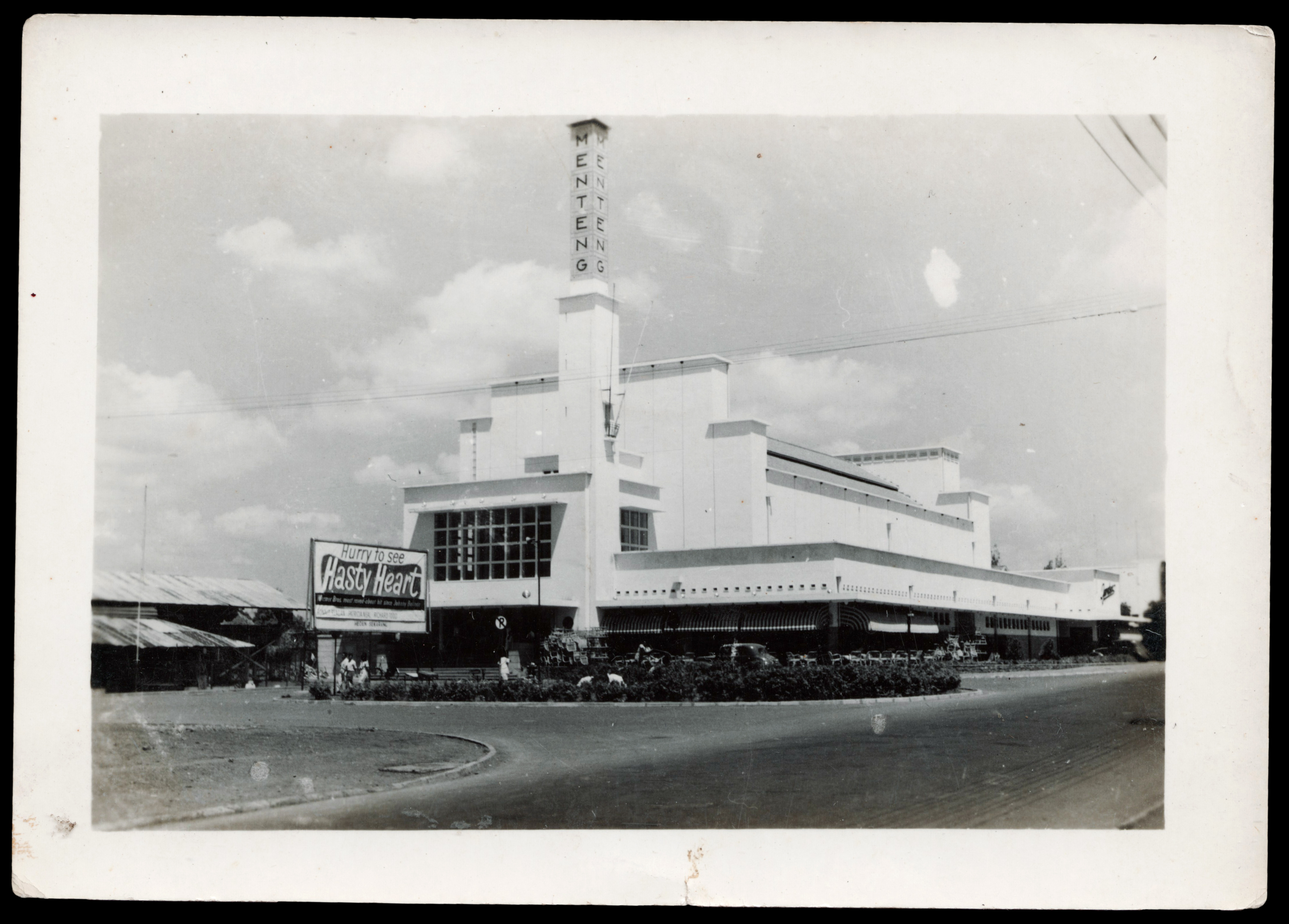
Le cinéma "Menteng" rue H. O. S. Tjokroaminoto dans les années 1950